# 磷酸果糖激酶
磷酸果糖激酶（英語Phosphofructokinase；PFK）是一類激酶，可作用於果糖-6-磷酸。可分為兩種，分別產生不同產物：
- 由磷酸果糖激酶1作用可得果糖-1,6-雙磷酸。
- 由磷酸果糖激酶2作用可得果糖-2,6-雙磷酸。

## 外部連結
- 醫學主題詞表（MeSH）：Phosphofructokinases